# Alstroemeria apertiflora
Alstroemeria apertiflora es una especie fanerógama, herbácea, perenne y rizomatosa perteneciente a la familia de las alstroemeriáceas. Se encuentra distribuido en Paraguay y el noreste de Argentina, y muy bien adaptado a los humedales del sur, sureste y centro-oeste de Brasil. Es un geófito tuberoso y crece principalmente en el bioma subtropical.